# One-Eyed Jack
| Recensione              | Giudizio |
| ----------------------- | -------- |
| AllMusic                | [ 1 ]    |
| Robert Christgau        | C+       |
| Dizionario del Pop-Rock | [ 3 ]    |
| 24.000 dischi           | [ 4 ]    |

One-Eyed Jack è il terzo album discografico solistico di Garland Jeffreys, pubblicato dalla casa discografica A&M Records nell'aprile del 1978.

## Tracce
Lato A
Testi e musiche di Garland Jeffreys.
1. She Didn't Lie – 3:25
2. Keep on Trying – 3:29
3. Reelin' – 3:14
4. Haunted House – 2:53
5. One-Eyed Jack – 5:01

Lato B
Testi e musiche di Garland Jeffreys, eccetto dove indicato.
1. Scream in the Night – 3:50
2. No Woman No Cry – 4:42 (Vincent Ford)
3. Oh My Soul – 4:03
4. Desperation Drive – 4:21
5. Been There and Back – 4:24

## Formazione
- Garland Jeffreys - voce, chitarra, percussioni
- Hugh McCracken - chitarra elettrica, chitarra acustica, slide guitar, armonica
- David Spinozza - chitarra elettrica, chitarra acustica, slide guitar, pianoforte
- Anthony Jackson - basso
- Steve Gadd - batteria, timbales, percussioni
- Jeff Mironov - chitarra elettrica
- Rob Mounsey - organo Hammond
- Andy Cherna - chitarra elettrica
- Dr. John - pianoforte, clavinet
- Winston Grennan - batteria
- Don Grolnick - organo Hammond, pianoforte, Fender Rhodes
- Richard Trifan - sintetizzatore
- Rick Shlosser - batteria
- Ralph MacDonald - congas, percussioni
- Randy Brecker - tromba
- Alan Rubin - tromba
- Marvin Stamm - tromba
- David Sanborn - sax alto, sassofono baritono
- Michael Brecker - sassofono tenore
- George Young - sassofono tenore
- Lew Del Gatto - sassofono baritono
- Phoebe Snow, Diana Graselli, Diva Gray, David Lasley, Luther Vandross - cori

Note aggiuntive
- Garland Jeffreys e David Spinozza - produttori
- Registrato al Atlantic Studios di New York City, New York
- Lew Hahn - ingegnere delle registrazioni e del mixaggio
- Iron Mike O'Reilly - assistente ingegnere delle registrazioni
- Masterizzato da Bernie Grundman al A&M Recording Studios di Hollywood, California
- Roland Young - grafica
- Chuck Beeson - design
- Bob Richardson - fotografia copertina album[7]